# Süd-Chemie
Die Süd-Chemie AG war ein weltweit tätiges Spezialchemie-Unternehmen mit Hauptsitz in München, das 1857 u. a. von Justus von Liebig als Bayerische AG für chemische und landwirtschaftlich-chemische Fabrikate (BAG) gegründet wurde. 2011 erfolgte die Übernahme durch Clariant.

## Kennzahlen
2009 betrug der Konzernumsatz 1.071,6 Millionen Euro bei einem EBIT von 103,5 Millionen Euro, weltweit waren 6.485 Mitarbeiter beschäftigt (Stichtag: 31. Dezember 2009).

## Geschichte
1857 erfolgte die Gründung der Bayerische AG für chemische und landwirtschaftlich-chemische Fabrikate (BAG). 1859 begann die BAG mit der Produktion des künstlichen Mineraldüngers Superphosphat.
1906 wurde die Erdwerke Kronwinkl Franz Schmid & Co. GmbH (EKFS) für Öl- und Getränkeraffinierung in Moosburg gegründet. 1909 wurde die EKFS in Tonwerk Moosburg A. & M. Ostenrieder GmbH umbenannt.
1923 wurde die Sirius Werke AG in Deggendorf gegründet und 1925 erweiterte die BAG ihr Produktspektrum um Bleicherde.

Aktie über 1000 RM der Süd-Chemie AG vom 5. Dezember 1941

1930 erfolgte der Zusammenschluss von Tonwerk Moosburg und Sirius-Werke zur Vereinigte Bleicherdefabriken AG (VBF) und 1941 eine Fusion der VBF und der BAG zur Süd-Chemie AG.
Die Süd-Chemie wurde Marktführer im Bleicherdegeschäft und führender unabhängiger Katalysatorenhersteller in Europa. Ende der 1950er Jahre wurden die ersten Katalysatoren auf der Basis von Bentonit hergestellt. 1958/1959 wurde das Joint Venture Girdler-Südchemie Katalysator GmbH mit der Chemetron Corp., Chicago/USA gegründet. Ziel war die Herstellung von Katalysatoren zur Düngemittelproduktion, Erdöl-, Pflanzenöl-, Pflanzenfett- und Fettsäurenverarbeitung.
1974 wurde das gesamte Katalysatorengeschäft der Chemetron (Girdler Chemical Inc.) in Louisville (Kentucky) übernommen und 1977 übernahm die Girdler Chemical Inc. die United Catalysts Inc., Louisville/USA. Ende der 1970er Jahre wurde die Katalysatorensparte durch weitere Beteiligungen in Japan, Indien, Südafrika und im Mittleren Osten ausgebaut.
1996 wurde der Verpackungshersteller Airsec S.A., Paris/Frankreich übernommen. 1997 wurde der Katalysatorenspezialist Montecatini Tecnologie S.p.A., Novara/Italien, vom italienischen Mischkonzern Montedison übernommen. 2001 wurden die Katalysatorenaktivitäten in Deutschland am Standort Heufeld zusammengeführt.
2002 wurde das Chinageschäft ausgebaut und eine Mehrheitsbeteiligung am Katalysatorenhersteller in Panjin sowie ein Gießereibentonithersteller in Jianping erworben. 2003 wurde ein Joint Venture mit Scientific Design, Little Ferry/USA abgeschlossen. 2004 wurde der Gießereibereich durch den Erwerb des Metallurgieproduktvertriebs von der SKW Metallurgie AG in Düsseldorf verstärkt. 2005 wurde eine Mehrheitsbeteiligung an der Phostech Lithium Inc. in Québec/Kanada, Hersteller von Lithiumeisenphosphat, erworben.
2005 wurde Süd-Chemie vom US-amerikanischen Beteiligungsunternehmen One Equity Partners (OEP) übernommen und die Firma konzentrierte sich auf die Kerngeschäfte: Der Geschäftsbereich Funktionale Additive (rheologische Additive) und das Copisil-Geschäft (Additive für kohlefreie Durchschlagpapiere) wurden verkauft. Durch ein Joint Venture in Shanghai/China begann der Einstieg in die Polymerisationskatalyse. 2005/2006 wurde die Produktion für Gas-to-Liquids-(GTL-)Katalysatoren in Doha/Katar begonnen. 2006 wurde der Geschäftsbereich Heimtierprodukte verkauft.
2008 beteiligte sich Süd-Chemie mehrheitlich an der Alvigo AS, Tallinn/Estland, einem führenden Katalysatorenhersteller in den Nachfolgestaaten der Sowjetunion. Zudem wurden im Gießereigeschäft einige kleinere Gesellschaften übernommen und damit die führende Marktposition ausgebaut.
Die zwei Unternehmensbereiche Adsorbentien und Katalysatoren gliedern sich in die Geschäftsbereiche Adsorbentien & Additive BAA, Schutzverpackungen BPE, Gießereiprodukte & Spezialharze BFR, Wasserbehandlung BWT und Katalysatoren-Technologie BCT sowie Energie & Umwelt BEE auf.
Im Februar 2011 wurde bekannt, dass der Schweizer Spezialchemiekonzern Clariant die Süd-Chemie für rund 2,5 Milliarden Franken übernimmt. Am 30. November 2011 wurde der Ausschluss der Minderheitsaktionäre ins Handelsregister eingetragen und die Clariant AG zum einzigen Aktionär. 2012, gut ein Jahr nach der Übernahme, tilgte Clariant Name und Logo der Süd-Chemie und verkündete, bis 2013 gut 700 Stellen zu streichen. Vom Management blieb lediglich der Vorstandsvorsitzende Günter von Au, der einen Sitz im Clariant-Verwaltungsrat erhielt. Die Aktionäre der Süd-Chemie sind mit einem Anteil von 15 % insgesamt mit zwei Vertretern im Aufsichtsgremium repräsentiert.

## Produkte
Das Produktspektrum umfasste die Industriegruppen Lebensmittel- und Futtermitteladditive, Gießereiadditive, Waschmittel-, Papier- und Spezialadditive, Spezialtiefbau, Gießereiprodukte, Spezialharze, Schutzverpackungen für Pharmazie und Diagnostik sowie Elektronik und Logistik, Kunststoffadditive, Industrielle Wasserbehandlung, Trink- und Abwasserbehandlung, Katalysatoren für Chemie, Petrochemie, Raffinerie, Olefin-Polymerisation, Luftreinigung, Brennstoffzellen-Technologie, Batteriematerialien, unter anderem Elektrodenmaterialien für Lithium-Eisenphosphat-Akkumulatoren und Lithiumtitanat-Akkumulatoren.

## Standorte
In Deutschland existierten neben dem Hauptsitz in München weitere Standorte in Moosburg, Heufeld, Gammelsdorf, Duisburg, Fuldabrück, Unterneukirchen, Bitterfeld, Bendorf, Wülfrath und Hilden.
Weitere Standorte gab es in den Niederlanden, der Schweiz, Finnland, Norwegen, Spanien, Frankreich, Österreich, der Tschechischen Republik, Griechenland, Polen, der Türkei, Großbritannien, Russland, Italien, Schweden, der Ukraine, Brasilien, Kanada, Mexiko, Peru, den USA sowie in Bahrain, den Vereinigten Arabischen Emiraten, Katar, China, Singapur, Malaysia, Indien, Südkorea, Indonesien, Taiwan, Thailand, Japan, in Australien, Malawi und Südafrika.
Die Süd-Chemie begann den Bau der derzeit in Deutschland größten Bioethanol-Anlage der zweiten Generation. Im April 2012 wurde diese große Demonstrationsanlage, die sich in unmittelbarer Nähe des neuen bayerischen BioCampus in Straubing befindet und bis zu 1.000 Tonnen Zellulose-Ethanol aus landwirtschaftlichen Abfällen produzieren kann, eingeweiht. Das Projekt umfasst ein Investitionsvolumen von rund € 16.000.000 und begleitende Forschungsprojekte in Höhe von ca. 12.000.000 €.